# Urbain Basset
Urbain Basset fue un escultor francés, nacido en Grenoble, 1842 y fallecido Bernin (Isère) en 1924.

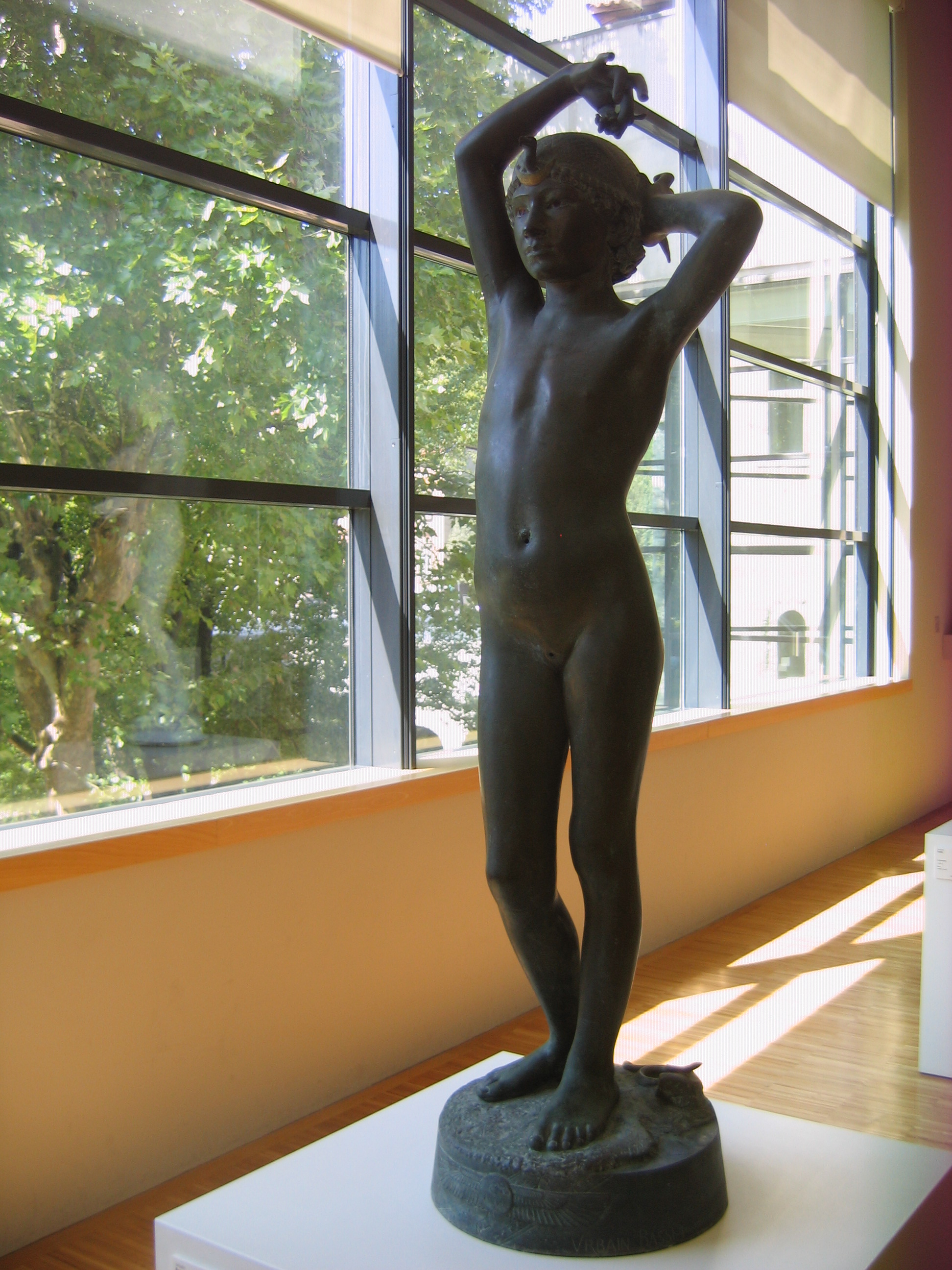
Las primeras flores - Les premières fleurs, presentada en el Salón de París de 1880

## Datos biográficos
Nacido en Grenoble en 1842.

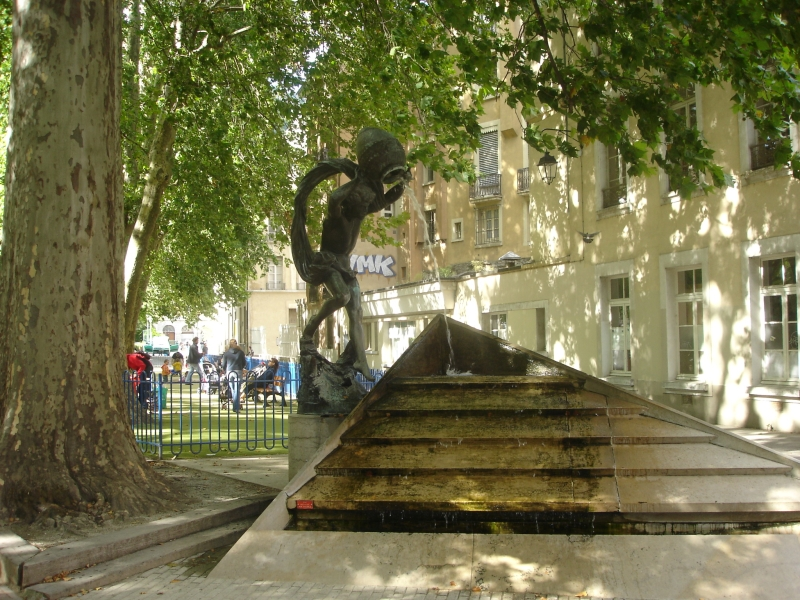
Fuente del torrente, en El Jardin de Ville de Grenoble

Participó en los trabajos de restauración del Ayuntamiento de París y para la Facultad de Medicina y Ciencias de Grenoble. 
Expuso en el Salón de 1870, con El torrentele Torrent en 1878, Las primeras flores - les Premières Fleurs en 1880 y La Source en 1882.
A final del siglo XIX formó parte de una expedición financiada por el Gobierno francés a Camboya. allí estuvo encargado de sacar moldas de las esculturas y la realización de dibujos.
Permaneció activo exponiendo hasta su muerte en Bernin (Isère) en 1924. Está enterrado en el Cementerio de Saint-Roch de Grenoble.

## Obras
Entre las mejores y más conocidas obras de Urbain Basset se incluyen las siguientes:
- El torrente - Le Torrent, fuente de 2,5 metros de altura, expuesta en la plaza de Verdun en Grenoble de 1882 a 1888, actualmente instalada en el Jardín de Ville, próximo a Grenoble. Se realizaron muchas reproducciones en bronce en escala reducida de esta fuente.
- La Estatua de Hector Berlioz, erigida en la plaza Victor Hugo de Grenoble el 15 de agosto de 1903. Fue derribada y fundida por la ocupación alemana en 1943. La estatua actual de la plaza es obra de Claude Grange.

(pinchar sobre la imagen para agrandar) 
Realizó numerosos retratos de sus contemporáneos. Parte de sus obras se conservan en el Museo de Grenoble.
- Busto del General Jérôme-Dominique Bourgeat